# 青山翔
青山 翔（あおやま しょう、1991年6月30日-)は、日本のAV女優。オールプロ所属。

## 略歴・人物
2019年11月、マドンナの専属女優としてAVデビュー。
2020年1月で専属を離れ、以降は企画単体女優として活動。
前職はキャビンアテンダントとされ、デビューは「空のお仕事で積んできた経験をAVの世界でもなにか活かたら」という経緯から。

## 出演作品

### アダルトDVD
2019年
- 新人 現役人妻キャビンアテンダント 青山 翔 28歳 AV debut!!（11月25日、マドンナ）
- 現役人妻キャビンアテンダント 第2弾!! 雲より高く絶頂の空へはばたく 初体験4本番（12月25日、マドンナ）

2020年
- 現役キャビンアテンダントMadonna専属 第3弾!! 背徳ドラマ×超美脚フェチ!! 息子が出張中の3日間、息子の嫁のパンスト美脚にワシの絶倫チ○ポが吠える!!（1月25日、マドンナ）
- 顔出しMM号 働く美女限定 ザ・マジックミラー 街頭調査! 職場の同僚同士が2人っきりの密室で初めての素股に挑戦! 4 クリトリスとチ○ポを擦り合わせた社会人の男女は勤務中にも関わらず理性を保てず欲望のままにヌルッと挿入してしまうのか!? 人生初の真正中出しスペシ（4月7日、ディープス）他出演:星仲ここみ、辻澤もも、美倉あやみ、白瀬ゆきほ、西嶋芹奈
- 「弟の事が本当に好きなんです…」 清楚お姉ちゃんが、弟の前で全裸の告白! 裸で抱き合うだけの約束が、キッス、素股、結局ぬるっと入って生中出し!（4月10日、赤面女子）他出演:春風ひかる、山本蓮加、椿ましろ
- 羞恥 生徒同士が男女とも全裸献体になって実技指導を行う質の高い授業を実践する看護学校実習 2020（4月23日、サディスティックヴィレッジ）共演:唯乃光、世良あさか、桜井千春、大川月乃
- 東京相部屋 性悪上司に脅されてハメられた美人秘書（5月19日、ABC）他出演:青木玲
- ヲタクで陰キャな自分を変えたくて、この世界に入りました。（7月13日、S-Cute）
- こんな私、生徒に見せられない（8月7日、アタッカーズ）
- 史上最高レベルにかわいい素人11名 完全撮り下ろし永久保存版! 奥までズッポリ絶倫ピストン ディルドオナニー 5（10月9日、S級素人）他出演:阿部乃みく、八乃つばさ、古賀みなみ、倉木しおり、九条しずく、春風ひかる、咲乃小春、佐知子、聖星姫花、若槻さくら
- 絡み合う体液〜 濃厚接吻 互いに求め合う中出し性交（10月16日、マキシング）
- びしょ濡れOL雨宿りオフィス強制わいせつ（12月25日、TMA）他出演:木下ひまり、花宮あむ

### VR
- 新人美人営業!だけど、全く成績が上がらない、契約欲しけりゃカラダで営業しろと上司が言う…（2020年7月7日、ブイワンVR）
- 使用人に容赦なくねじ込み犯●れる絶対服従復讐SEX 堕ちた元お嬢様（2020年10月1日、TEPPAN VR）

### ネット配信
2020年
- #778 Sho（6月9日、S-Cute）
- 【幼チンポ大好き♡】教諭3年目　Acup勃起乳でマジイキ!初♡生チンポに負け子作りｽｲｯﾁON！園/児の前では見せれない変態交尾女に快楽アクメを叩き込む♡【個人】【素人】（6月26日、令和美少女　ゼロ号機）
- No.1063 三好 翔（10月1日、舞ワイフ）
- No.1082 三好 翔 蒼い再会（12月8日、舞ワイフ）

### イメージDVD
- Sho ショータイムが始まる（2020年3月5日、REbecca）

## 書籍

### デジタル写真集
- Sho ショータイムが始まる（2021年1月15日、REbecca）

### 雑誌
- 週刊実話 2020年4月16日号（日本ジャーナル出版） - グラビア「淫らなショータイム」
- エキサイティングマックス 2020年6月号（楽楽出版） - 袋とじ「男のロマン対決 美乳VS美尻 セクシーヌードバトル」